# Список лідерів кінопрокату України 2014
Список лідерів кінопрокату України 2014 містить анотоване перерахування лідерів бокс-офісу України для фільмів, що вперше вийшли в український кінопрокат протягом календарного року 2014 та які за всю свою прокатну історію в Україні зібрали суму у понад $1 млн. 
Список включає збори, зароблені фільмами під-час продажу квитків у кінотеатрах; прибуток від VHS/DVD/Blu-Ray/Video-on-demand, показу на ТБ тощо не враховується. Суми вказуються у доларах США і не враховують інфляцію. Якщо не вказано іншого джерела, суми касових зборів наведені за даними сайту Box Office Mojo.
| #  | Назва фільму                          | Країна                                            | Збори в Україні, $ |
| -- | ------------------------------------- | ------------------------------------------------- | ------------------ |
| 1  | Вій                                   | Росія, Німеччина, Чехія, Велика Британія, Україна | 4,554,937          |
| 2  | Трансформери: Час вимирання           | США                                               | 3,294,504          |
| 3  | Кохання у великому місті 3            | Росія, Україна                                    | 3,028,258          |
| 4  | Хоббіт: Битва п'яти воїнств           | США                                               | 2 842 161          |
| 5  | Ной                                   | США                                               | 2,600,991          |
| 6  | 47 ронін                              | США                                               | 2,587,040          |
| 7  | Чаклунка                              | США                                               | 2,373,334          |
| 8  | Люсі                                  | США                                               | 2 256 225          |
| 9  | Вартові галактики                     | США                                               | 2,029,034          |
| 10 | Інтерстеллар                          | США                                               | 1,910,374          |
| 11 | 300 спартанців: Відродження імперії   | США                                               | 1,891,956          |
| 12 | Дракула. Невідома історія             | США                                               | 1 844 788          |
| 13 | Як приборкати дракона 2               | США                                               | 1 712 748          |
| 14 | Ріо 2                                 | США                                               | 1 704 018          |
| 15 | Підлітки-мутанти черепашки-ніндзя     | США                                               | 1 560 525          |
| 16 | Геркулес                              | США                                               | 1 506 855          |
| 17 | Пінгвіни Мадагаскару                  | США                                               | 1 471 629          |
| 18 | На межі майбутнього                   | США                                               | 1 401 713          |
| 19 | Нова Людина-павук 2. Висока напруга   | США                                               | 1 283 834          |
| 20 | У спорті тільки дівчата               | Росія                                             | 1 265 605          |
| 21 | Голодні ігри: Переспівниця. Частина І | США                                               | 1 191 495          |
| 22 | Робокоп                               | США                                               | 1 100 934          |
| 23 | Need for Speed: Жага швидкості        | США                                               | 1 078 091          |
| 24 | Я, Франкенштейн                       | США                                               | 1 064 799          |
| 25 | Люди Ікс: Дні минулого майбутнього    | США                                               | 1 047 879          |